# Franklin ACE 100
Franklin ACE 100 (ACE 100) је био професионални рачунар фирме Franklin који је почео да се производи у САД од 1981. године.
Користио је MOS Technology 6502 као микропроцесор. RAM меморија рачунара је имала капацитет од 48 KB - и опциона 16 KB језичка картица.
Као оперативни систем кориштен је Apple DOS.

## Детаљни подаци
Детаљнији подаци о рачунару ACE 100 су дати у табели испод.
|                       |                                                         |
| [ 1 ]                 |                                                         |
| Произвођач            |                                                         |
| Тип                   | професионални рачунар                                   |
| Меморија              | 48 - и опциона 16 језичка картица                       |
| Поријекло             | Сједињене Америчке Државе                               |
| Година                | 1981                                                    |
| Тастатура             | стил писаће машине, 73 тастера са нумеричком тастатуром |
| Процесор              |                                                         |
| Фреквенција процесора | 1                                                       |
| RAM                   | 48 - и опциона 16 језичка картица                       |
| ROM                   | 12 KB                                                   |
| Текст                 | 40 стубова x 24 линије                                  |
| Графика               | 40 x 48 / 208 x 160 / 280 x 192 тачака                  |
| Боја                  | једна боја                                              |
| Звук                  | 1 глас - уграђени звучник                               |
| Димензије             | непознато                                               |
| Портови               |                                                         |
| Оперативни систем     |                                                         |